# KY-42C
DIGNOケータイ KY-42C（ディグノ ケータイ ケイワイ ヨンニ シー）は京セラが開発したNTTドコモの第3.9世代移動通信システム（Xi）と第3世代移動通信システムのデュアルモード端末。ドコモ ケータイ（spモード）の一つである。
なお、本項ではKY-42Cをベースにカメラ機能を省いたビジネス向け端末である「DIGNOケータイ カメラレス KY-43C（ディグノ ケータイ カメラレス ケイワイ ヨンサン シー）」も合わせて述べる。

## 概要
ドコモ向けの「DIGNOケータイ」は2021年6月に発売されたビジネス向けカメラレス端末の「DIGNOケータイ ベーシック」（KY-41B）に次いで2機種目となるが、個人向け端末では初となり、京セラ製の個人向け「ドコモ ケータイ」自体も2018年11月発売のカードケータイ KY-01L以来、約4年4か月ぶりとなる。
また、ドコモ向け「DIGNOケータイ」で3機種目となるKY-43CはKY-41Bの後継機種となる。

## 特徴・機能
2機種共通でKY-41Bから機能追加が行われており、画像や文字の色彩をON/OFFの設定で調整する「みやすさ調整」と事前にサンプル音から聞こえやすい音を選択する「聞こえ調整」の2種類の調整機能が備わり、アメリカ国防総省の納品用規格であるMIL規格（MIL-STD-810H）はKY-41Bで試験済みの衝撃に加え、風雨・浸漬・雨滴・粉塵・振動・高温動作（連続/温度変化）・高温保管（連続/温度変化）・低温保管・温度衝撃・低圧保管も試験済みの13項目に強化された。
KY-42Cは海外でもそのまま利用可能な国際ローミングに対応（3G自体は対応するものの日本国内でのドコモの3G網であるFOMAは2026年3月31日のサービス終了を見据えて非対応）。FMラジオ機能が備わり、アナログ方式のイヤホンや変換ケーブルと接続する（イヤホンやケーブルがアンテナとして機能する）又は本体下部に指を触れることで聴取が可能となる。
KY-43Cでは本体に搭載されている「Device Control アプリ」に加えてパソコン用のツールである「機能制限ツール」（ドコモへの申込が必要）にも対応しており、最大10台まで一括で機能制限をかけることが可能となった（「Device Control アプリ」と「機能制限ツール」の併用は不可）。

## 歴史
- 2022年10月6日 - 2022-2023冬春モデルの1機種としてKY-42C[3]を、ビジネス向け機種としてKY-43C[4]をそれぞれ開発を発表。
- 2023年
  - 2月27日 - KY-42Cの発売日を発表[5]。
  - 3月10日 - KY-42C発売。
  - 4月14日 - KY-43Cの発売日を発表[4]。
  - 4月17日 - KY-43C発売。

## アップデート
最新のアップデートを行うことにより、過去に実施されたすべてのアップデートが適用される。

### KY-42C
2023年4月12日のアップデート
- 品質改善が行われる
- ビルド番号が1.000GCから1.011GCへ変更される

2023年6月7日のアップデート
- 品質改善が行われる
- ビルド番号が1.011GCから1.021GCへ変更される

2023年11月14日のアップデート
- 画面ロック解除に時間がかかり、即座に解除できない場合があったことを改善。
- ビルド番号が1.021GCから1.031GCへ変更される

2023年12月14日のアップデート
- 品質改善が行われる
- ビルド番号が1.031GCから1.041GCへ変更される

2024年1月29日のアップデート
- まれに、通話中に音声途切れなどが発生する場合があったことを改善。
- ビルド番号が1.041GCから1.050GCへ変更される

2024年5月16日のアップデート
- Device Controlアプリで設定アプリ制限中に着信音が鳴らない場合があったことを改善。
- ビルド番号が1.050GCから1.060GCへ変更される

2024年8月1日のアップデート
- 画面ロック解除後、待受け画面状態で、端末を折りたたむとキーバックライトが点灯したままになる場合があったことを改善。
- ビルド番号が1.060GCから1.071GCへ変更される

2024年10月30日のアップデート
- 「あんしんマネージャーNEXT」をより便利にご利用いただけるよう機能向上（「あんしんマネージャーNEXT」は法人のお客さま向けセキュリティサービス）。
- ビルド番号が1.071GCから1.080GCへ変更される

### KY-43C
2023年4月17日のアップデート
- 品質改善が行われる
- ビルド番号が1.001QTから1.011QTへ変更される

2023年6月7日のアップデート
- 品質改善が行われる
- ビルド番号が1.011QTから1.021QTへ変更される

2023年11月14日のアップデート
- 画面ロック解除に時間がかかり、即座に解除できない場合があったことを改善。
- ビルド番号が1.021QTから1.031QTへ変更される

2023年12月14日のアップデート
- 品質改善が行われる
- ビルド番号が1.031QTから1.041QTへ変更される

2024年1月29日のアップデート
- まれに、通話中に音声途切れなどが発生する場合があったことを改善。
- ビルド番号が1.041QTから1.050QTへ変更される

2024年5月16日のアップデート
- Device Controlアプリで設定アプリ制限中に着信音が鳴らない場合があったことを改善。
- ビルド番号が1.050QTから1.060QTへ変更される

2024年8月1日のアップデート
- 画面ロック解除後、待受け画面状態で、端末を折りたたむとキーバックライトが点灯したままになる場合があったことを改善。
- ビルド番号が1.060QTから1.071QTへ変更される

2024年10月30日のアップデート
- 「あんしんマネージャーNEXT」をより便利にご利用いただけるよう機能向上（「あんしんマネージャーNEXT」は法人のお客さま向けセキュリティサービス）。
- ビルド番号が1.071QTから1.080QTへ変更される